# Amoklauf von Cuers
Der Amoklauf von Cuers ereignete sich am 23. und 24. September 1995 in den beiden französischen Gemeinden Solliès-Pont und Cuers, im Département Var. Der 16-jährige Schüler Eric Borel ermordete 15 Menschen, ehe er sich selbst tötete.

## Hintergrund und Verlauf
Eric Borel lebte nach der Trennung seiner Eltern bis zu seinem 5. Lebensjahr bei den Eltern seines Vaters in Limoges. Nachdem seine Mutter erneut geheiratet hatte, holte sie Eric in das gemeinsame Haus in Solliès-Pont.
Am 23. September 1995 gegen sechs Uhr abends tötete Borel in der Küche des Hauses seinen Stiefvater mit einem Kleinkalibergewehr und erschlug seinen Halbbruder. Rund zwei Stunden später erschoss er seine heimkehrende Mutter. Danach nahm er das Gewehr und eine Pistole und fuhr mit einem Auto Richtung Cuers. Nach einem von ihm verursachten Verkehrsunfall setzte er seinen Weg zu Fuß fort.
Nachdem Borel im Freien übernachtet hatte, traf er sich gegen 7.15 Uhr am Morgen mit seinem in Cuers lebenden besten Freund, den er nach längerer Diskussion erschoss. Anschließend tötete er sieben Männer und vier Frauen im Alter zwischen 15 und 81 Jahren und verletzte vier weitere Personen.
Beim Eintreffen der Polizei, ca. 45 Minuten nach Abgabe seines ersten Schusses an diesem Tag, tötete sich Borel durch einen Kopfschuss.

## Opfer
- Yves Bichet, Erics Stiefvater, starb in der Küche des Hauses durch vier Gewehrschüsse.
- Jean-Yves Bichet (11), Erics Halbbruder, wurde vor dem Fernseher mit einem Hammer erschlagen.
- Marie-Jeanne Parenti, Erics Mutter, wurde im Haus durch einen Kopfschuss getötet, nachdem sie von der Kirche gekommen war.
- Alan Guillemette (17), Erics bester Freund. Eric läutete an der Wohnung von Alan und bat seine Mutter ihn zu holen. Nach einem längeren Gespräch im Garten wollte Alan wieder gehen und wurde daraufhin durch einen Schuss in den Rücken getötet.
- Ginette Vialette (48), durch ein offenes Wohnungsfenster beim Kaffeetrinken erschossen.
- Denise Otto (77), Vermieterin von Ginette Vialette, vor dem Wohnhaus erschossen, als sie den Müll hinausbrachte. Ihr Ehemann wurde in die Schulter getroffen und schwer verletzt.
- Jeanne Laugiero (68), beim Spazierengehen mit ihrem Ehemann angeschossen und schwer verletzt. Sie starb einen Monat später an den Folgen der Verletzungen.
- Pierre Marigliano (68), angeschossen und schwer verletzt, als er mit seinem Bruder den Weg von Eric kreuzte. Er erlag vier Monate später seinen Verletzungen.
- Rodolphe Incorvailla (59), durch ein offenes Wohnungsfenster angeschossen. Er starb kurz darauf im Krankenhaus.
- Mario Pagani (81), erschossen, als er gerade eine Zeitung kaufen wollte.
- Mohammed Maarad (41), wurde erschossen, als er gerade in sein Auto stieg.
- Marius Bouden (59), vor einem Geldautomaten erschossen.
- Andre Touret (62), vor demselben Geldautomaten erschossen.
- Andree Poletta (75), beim Spazierengehen mit ihrem Hund tödlich getroffen.
- Pascal Mostacchi (15), beim Einkaufen auf offener Straße erschossen.